# Arsen Savadov
Arsen Savadov é um fotógrafo conceitualista ucraniano e pintor de ascendência arménia.

## Biografia
Arsen Savadov nasceu em 1962 em Kiev, na família de Vladimir Savadov, um ilustrador de livros, originalmente de Baku, no Azerbaijão. Ele estudou pintura na Escola de Arte Estatal de Shevchenko. Formado pelo Instituto de Arte de Kiev, Savadov vive e trabalha em Kiev.